# Paul Johann Ludwig Heyse
(Motivazione del Premio Nobel)
Paul Johann Ludwig von Heyse (Berlino, 15 marzo 1830 – Monaco di Baviera, 2 aprile 1914) è stato uno scrittore, poeta e drammaturgo tedesco.

## Biografia
Nacque a Berlino, figlio del filologo Karl Wilhelm Ludwig Heyse e di Julie Salomon, una lontana parente della madre di Felix Mendelssohn. Si formò a Berlino e a Bonn, dove studiò le lingue classiche.
Dopo la laurea in filologia romanza trascorse diversi mesi in Italia, in particolare a Napoli, Roma e Venezia. In seguito, tradusse diverse poesie italiane, portando al vasto pubblico di lingua tedesca le opere, fra gli altri, di Foscolo, Leopardi e Manzoni. Poliglotta, tradusse molte opere anche dallo spagnolo e dall'inglese, in particolare Shakespeare.
Autore molto prolifico, scrisse drammi e altre opere teatrali e diversi romanzi, di cui il più famoso è Kinder der Welt ( 1873). Molto successo ebbero anche le sue novelle che incontrarono i favori del pubblico internazionale.
A Berlino era membro del circolo poetico Tunnel über der Spree, mentre a Monaco di Baviera faceva parte, con Emanuel Geibel del Krokodil (Coccodrillo). Protagonista della vita culturale alla corte di Massimiliano II di Baviera, cominciò a staccarsene negli anni '60 dell' '800, in virtù dei suoi sentimenti filoprussiani. Era infatti un sostenitore di Bismarck e della sua politica di riunificazione nazionale.
Pubblicò romanzi, racconti, poemi e circa sessanta drammi. La varietà delle sue opere lo fecero diventare una delle figure di spicco della letteratura tedesca a cavallo tra il XIX e il XX secolo, tanto che ottenne il Premio Nobel per la letteratura nel 1910.

## Opere
- Kinder der Welt (1873)

## Opere tradotte in italiano
'La ragazza di Treppi', in: Tre racconti. Theodor Storm, Marie von Ebner-Eschenbach, Paul Heyse.  A cura di Enrico Paventi, Apeiron Editori, Sant’Oreste, 2007, pp. 105-145. ISBN 9788885978539.